# Rifaat Eid
Rifaat Ali Eid (arabisch رفعت علي عيد, DMG Rifʿat ʿAlī ʿĪd, * in Tripoli) ist der Vorsitzende der libanesischen Arabischen Demokratischen Partei, die ihre Hochburgen unter den Alawiten hat und in Tripoli (Jabal Mohsen) basiert. Er übernahm das Amt von seinem Vater Ali Eid.
Er führte seine Partei 2008 durch die Kämpfe in Bab el-Tabbaneh-Dschabal Mohsen und unterstützte Einwohner des Dschabal Mohsen finanziell, da sie wegen des Konflikts nicht zu Arbeit gehen konnten. In diesem Konflikt, als Sunniten und Schiiten im Libanon kämpften, sagte Rifaat in einem Interview: „Wir sind die geeignetsten Ziele, das Double für die Hisbollah, unser Problem kann nur gelöst werden, wenn Schiiten und Sunniten ihre lösen.“ Er konstatierte, dass Alawiten in Tripoli keine Probleme mit Sunniten hätten, sich jedoch zu verteidigen wüssten, wenn sie angegriffen werden. Er sagte dazu: „Die Salafiten sind wie Kätzchen wenn sie schwach sind, aber wenn sie mächtig sind, werden sie zu Tigern.“
Während des Syrischen Bürgerkriegs ab 2011 beschuldigte er die prowestlichen Gruppen im Libanon, wie die Zukunftsbewegung, der Finanzierung und Ausrüstung der Islamisten in Tripoli. Er glaubt, die Alawiten im Libanon würden im Gegenzug für die Ereignisse in Syrien angegriffen, und, dass die syrische Armee die libanesischen Alawiten vor den Angriffen der Islamisten schützen könnte, da die Libanesische Armee gegen sie unwirksam ist.